# Sophie Kempf
Sophie Kempf née le 20 février 1968, est une ancienne coureuse cycliste française, spécialiste de la descente en VTT.

## Palmarès en VTT

### Championnats du monde
- Barga 1991
  - 9e au championnat du monde de descente
- Métabief 1993
  - 7e au championnat du monde de descente
- Vail 1994
  -  Médaillée d'argent du championnat du monde de descente
- Kirchzarten 1995
  - 10e au championnat du monde de descente

### Championnats d'Europe
- 1991
  -  Médaillée de bronze de la descente
- 1992
  -  Médaillée de bronze de la descente
- 1995
  - 4e de la descente

### Autres
- 1989
  - 3e de Kaprun - descente (coupe du monde)
- 1992
  - Transvésubienne